# James Hepburn
Pour les articles homonymes, voir Hepburn et Bothwell (homonymie).
Jacques Hepburn (né vers 1534 – mort le 14 avril 1578), 1er duc des Orcades (en), 4e comte de Bothwell (en), est à titre héréditaire lord-grand-amiral d'Écosse.
On le connaît surtout pour sa liaison avec Marie Stuart, reine d'Écosse, dont il finit par être le troisième mari.

## Biographie

### Famille
Il est le fils de Patrick Hepburn, 3e comte de Bothwell, à qui il succède  en 1556, et de sa femme Agnès (morte en 1572), fille d'Henry, 3e lord Sinclair.

### Amiral et séducteur-intriguant
Comme grand-amiral, Bothwell navigue partout en Europe. Pendant une visite à Copenhague vers 1559, il tombe amoureux d'Anna Throndsen, aristocrate norvégienne dont le père, Christoffer Trondsen Rustung, fameux amiral norvégien, exerce les fonctions de consul du roi du Danemark. Après leurs fiançailles, Anna part avec Bothwell et, en Flandre, il lui apprend qu'il n'a plus d'argent et lui demande ainsi de vendre tout ce qu'elle possède, ce qu'elle fait, après quoi elle revient au Danemark retrouver sa famille pour demander encore de l'argent. Margaret, la sœur d'Anna, a épousé le noble écossais John Stuart, 4e comte d'Atholl. Anna est malheureuse et, semble-t-il, se plaint de Bothwell. Cela joue sans doute un rôle dans sa ruine.

### Rencontre avec la reine Marie
Bothwell semble avoir rencontré Marie Ire, reine d'Écosse et de France alors qu'il visitait la cour de France en automne 1560, après avoir quitté Anna Throndsen en Flandre. Il est aimablement reçu par Marie et son époux François II de France et, comme il le raconte lui-même : « La Reine m'a récompensé plus libéralement et plus honorablement que je l'avais mérité ». Il reçoit en effet 600 couronnes avec le titre et la pension de gentilhomme de la Chambre du Roi. Il fait encore une visite en France au printemps 1561 et, avant le 5 juillet, revient à Paris pour la troisième fois — accompagné cette fois de l'évêque d'Orkney et de lord Eglinton.
En août, la reine Marie devenue veuve retourne en Écosse dans une galère française ; en raison de ses compétences en matières navales, Bothwell est chargé d'organiser une partie du voyage.
Il semble qu'à la cour, après le retour de la reine, Bothwell n'ait guère été qu'un noble insupportable. Sa querelle ouverte avec Arran et les Hamilton, qui l'accusent d'intrigues contre la Couronne, ne laissèrent pas de troubler Marie et, bien qu'Arran eût finalement été reconnu fou, Bothwell fut quand même emprisonné sans jugement au château d'Édimbourg en 1562. La même année, il s'enfuit, pendant que Marie est dans les Highlands.

### Ami de la reine

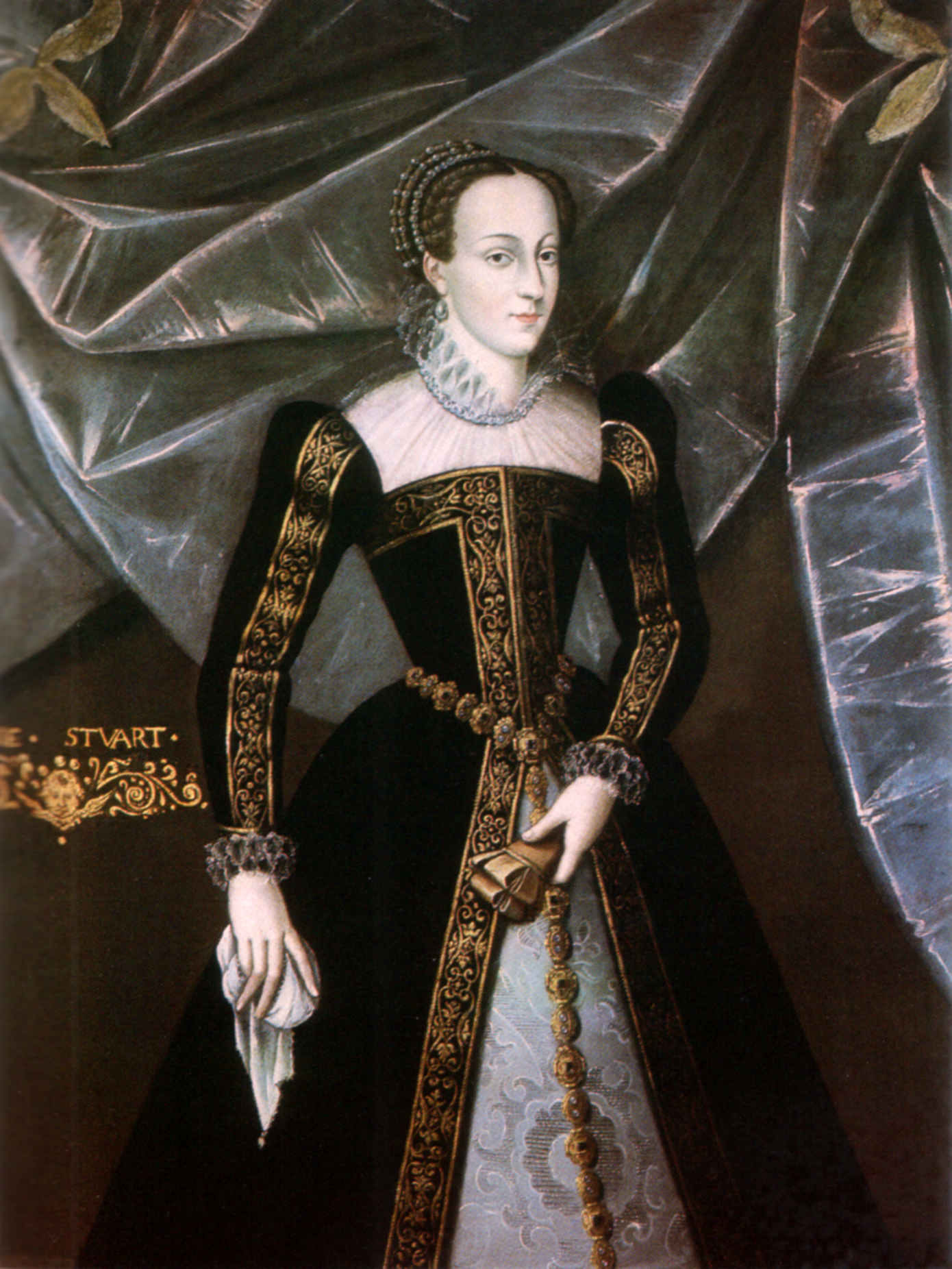
La reine Marie Ière.

En février 1566, Bothwell se marie avec Jean, la fille de George Gordon, 4e comte de Huntly. Marie assiste au mariage. Mais, en été, Jean tombe gravement malade et approche de la mort. Le mariage ne dure guère plus d'une année.
À ce moment-là la reine Marie et Bothwell sont très proches. Ayant appris qu'il avait été gravement blessé et allait probablement mourir, Marie fait un long trajet à travers les collines et les forêts des Borders pour le retrouver au Château Hermitage, quelques semaines seulement après avoir donné naissance à son fils Jacques (futur roi d'Écosse et d'Angleterre).

### Le meurtre de Darnley
La femme de Bothwell divorce pour cause d'adultère avec sa servante, Bessie Crawford, le 7 mai 1567, trois mois après la mort "accidentelle" du deuxième époux de la reine Marie, Henry Stuart, Lord Darnley. Bothwell compte parmi les accusés (d'avoir fait assassiner le roi consort). Sir William Drury dit au Secrétaire d'État William Cecil de la reine Élisabeth que « le bruit courait dans le peuple » que Marie voulait épouser Bothwell.
Mais, en attendant, la famille de Darnley, en la personne du comte de Lennox son père, fait campagne pour obtenir vengeance et à sa demande le Conseil Secret entame des procédures contre Bothwell le 12 avril 1567. Drury rapporte que la reine est continuellement en mauvaise santé « pour la plupart du temps mélancolique ou maladive ». Le jour fixé, Bothwell descend magnifiquement à cheval le Canongate, avec le comte de Morton et Guillaume Maitland l'escortant, et sa famille chevauchant derrière. Le procès dure à partir de midi jusqu'à sept heures du soir. Bothwell est acquitté (faute de preuve).
Le mercredi suivant, la reine, accompagnée de Bothwell qui porte le sceptre, se rend au Parlement où les arrêtés du jugement de Bothwell sont officiellement déclarés justes selon la loi du pays. Le samedi 19 avril, pas moins de huit évêques, neuf comtes et sept lords du Parlement apposent leurs signatures à ce qui est passé à la postérité comme le Ainslie Bond, un manifeste où il est déclaré que Marie doit se remarier avec un sujet né dans le pays, non étranger.

### Le Grand Enlèvement
Le mercredi 24 avril, pendant que Marie est en route du palais de Linlithgow vers Édimbourg, Bothwell paraît subitement à la tête de 800 hommes. Il assure à la reine qu'un danger l'attend à Édimbourg et lui propose de l'emmener dans son château de Dunbar pour la protéger. Elle accepte de l'accompagner et arrive à Dunbar à minuit. Le 12 mai, la reine le fait duc d'Orkney et l'épouse dans la Grand Salle de Holyrood le 15 mai 1567 (huit jours après que son divorce eut été prononcé). Dans les trois jours, sir Guillaume Drury écrit à Londres que, malgré les apparences, on sait qu'il n'y a pas eu contrainte. L'ambassadeur de France, Philibert du Croc, refusa d'assister au mariage.

### Fuite
Le mariage divise le pays et le 16 juin, les lords opposés à Marie et à Bothwell signent un acte pour les dénoncer. Le 15 juin 1567, les deux camps s'opposent sur la colline de Carberry. Mis en difficulté, Bothwell s'enfuit, après avoir embrassé une dernière fois la reine, qui ne devait plus jamais le revoir. En décembre de la même année, les titres et les propriétés de Bothwell lui sont retirés pour trahison aux termes de la loi votée par le Parlement.

### La vengeance d'Anna
Ayant fui l'Écosse, il part pour la Scandinavie dans l'espoir d'y recruter une armée pour remettre Marie sur le trône, mais il connait la mésaventure d'être arrêté sur les côtes de la Norvège (alors territoire danois) sans posséder les autorisations nécessaires et est emmené au port de Bergen. Anna Rustung dépose contre lui une plainte, soutenue par sa puissante famille ; son cousin Erik Rosenkrantz, haut placé en Norvège, fait enfermer Bothwell dans une prison locale tandis qu'Anna le poursuit en justice pour abandon et réclame la restitution de son douaire. Les rapports sur le jugement sont impressionnants, décrivant Anna comme portant une majestueuse robe rouge et d'imposants bijoux. Anna doit tout de même conserver à Bothwell une petite place dans son cœur car il la persuade de prendre la garde de son bateau, en simple compensation. Bothwell libéré, il est finalement arrêté par le roi du Danemark Frédéric, qui, ayant appris que Bothwell était accusé du meurtre de Lord Darnley par la couronne anglaise, décide de le garder prisonnier sur le territoire continental du Danemark.
Dans un premier temps, le roi Frédéric traite Bothwell honorablement, mais l’envoie finalement au château danois de Dragsholm de sinistre réputation et où, dit-on, il fut enfermé dans des conditions épouvantables. On peut encore voir dans le château un pilier où il est enchaîné, avec un sillon circulaire sur le sol autour de la colonne ; c'est là que Bothwell aurait passé les dix dernières années de sa vie et qu'il mourut. C'est son corps momifié suppose-t-on que l'on pouvait voir il y a encore quelques décennies à Fårevejle, dans l'église près du château. Cependant, l'identité du corps n'a jamais été établie de façon concluante.